# Landschaftsschutzgebiet Fauler Bruch / Hemmeker Bruch

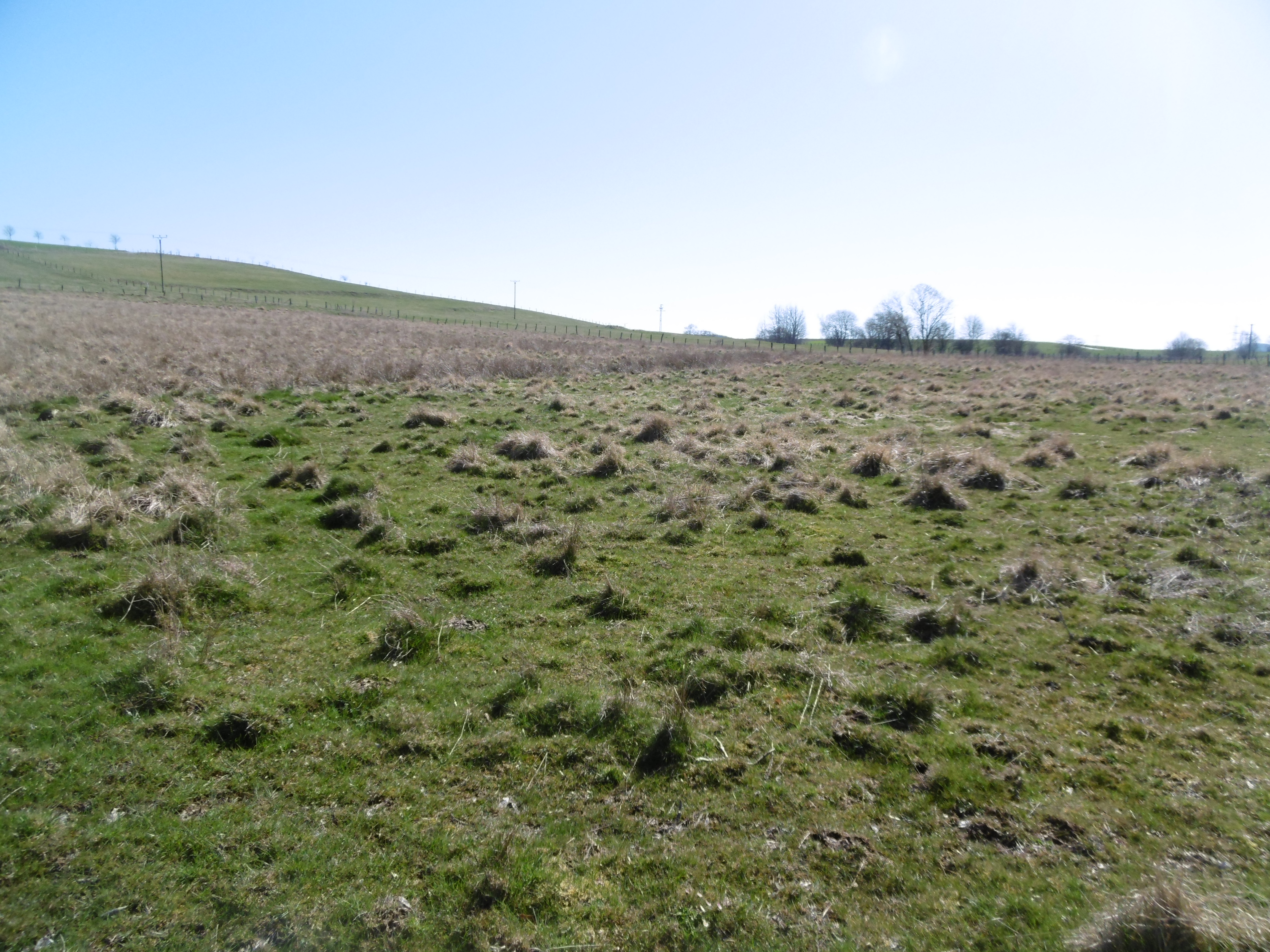
Landschaftsschutzgebiet Fauler Bruch / Hemmeker Bruch

Das Landschaftsschutzgebiet Fauler Bruch / Hemmeker Bruch ist ein 96,6 ha großes Landschaftsschutzgebiet (LSG) nördlich von Madfeld im Stadtgebiet von Brilon. Das Gebiet wurde 2002 mit dem Landschaftsplan Hoppecketal durch den Kreistag des Hochsauerlandkreises ausgewiesen. Im Norden reicht es bis an die Stadt- und Kreisgrenze. Im LSG liegt das Naturschutzgebiet Schwelge / Wolfsknapp. Im Nordosten grenzt es an das Naturschutzgebiet Hemmeker Bruch. Das LSG gehört seit 2023 zum Vogelschutzgebiet Diemel- und Hoppecketal mit angrenzenden Wäldern.

## Beschreibung
Beim Landschaftsschutzgebiet Fauler Bruch / Hemmeker Bruch handelt es sich um Grünland und einen kleineren Ackerbereich. Im Bereich Prinzknapp befindet sich zwei ehemalige Fischteiche. Im LSG verlaufen zwei kleine namenlose Bäche.

## Schutzzweck
Die Ausweisung erfolgte zur Erhaltung, Ergänzung und Optimierung eines Grünlandbiotop-Verbundsystems in den Talauen und den Magergrünland-Gesellschaften in den Naturschutzgebieten, damit Tiere und Pflanzen Wanderungs- und Ausbreitungsmöglichkeiten behalten, und zum Erhalt der Vorkommen geschützter Vogelarten sowie dem Schutz artenreicher Pflanzengesellschaften.

## Rechtliche Rahmen
Das Landschaftsschutzgebiet Fauler Bruch / Hemmeker Bruch wurde als Landschaftsschutzgebiet vom Typ C ausgewiesen. Im Stadtgebiet Brilon gibt es auch Landschaftsschutzgebiete vom Typ A, Allgemeiner Landschaftsschutz, wo unter anderem das Errichten von Bauten verboten ist, ferner Landschaftsschutzgebiete vom Typ B, Ortsrandlagen und Landschaftscharakter, wo zusätzlich Erstaufforstungen und auch die Neuanlage von Weihnachtsbaumkulturen, Schmuckreisig- und Baumschulkulturen verboten sind. Wie in den anderen Landschaftsschutzgebieten vom Typ C besteht im LSG zusätzlich ein Umwandlungsverbot von Grünland und Grünlandbrachen in Acker oder andere Nutzungsformen. Eine maximal zweijährige Ackernutzung innerhalb von zwölf Jahren ist erlaubt, falls damit die Erneuerung der Grasnarbe vorbereitet wird. Dies gilt als erweiterter Pflegeumbruch. Dabei muss ein Mindestabstand von 5 m vom Mittelwasserbett eingehalten werden.

## Naturschutzaktivitäten im BereichPrinzknapp
Im Bereich Prinzknapp kaufte der Verein für Natur- und Vogelschutz im Hochsauerlandkreis (VNV) eine brachliegende Fischteichanlage und Grünlandflächen. Eine ungenutzte Hütte an der Teichanlage wurde vom Landschaftspflegetrupp der Biologischen Station Hochsauerlandkreis abgebaut und entsorgt. Das Grünland wird vom VNV mit vereinseigenem Rotem Höhenvieh beweidet. Der VNV führt immer wieder Arbeitseinsätze im NSG durch. Insbesondere wurden alte Zäune abgebaut und neue gebaut. Entlang des namenlosen Baches wurden wiederholt Gehölze entnommen, um offenere Strukturen zu schaffen bzw. zu erhalten.